# Aphetea nigropicta
Aphetea nigropicta är en insektsart som beskrevs av William D. Funkhouser. Aphetea nigropicta ingår i släktet Aphetea och familjen hornstritar. Inga underarter finns listade i Catalogue of Life.